# 寺町寶螺
寺町寶螺（学名：Cypraea teramachii）为寶螺科寶螺屬下的一个种。